# 20세기 애니메이션
20세기 애니메이션(20th Century Animation)은 월트 디즈니 스튜디오의 애니메이션 사업부다. 폭스 애니메이션의 계열사에서 만든 장,단편의 애니메이션을 총괄/감독 한다.

## 필모그래피

### 폭스 애니메이션 스튜디오
1997년, 폭스 애니메이션 스튜디오가 설립되기 전, 마법사, Raggedy Ann & Andy: A Musical Adventure, 불과 얼음, 요정 크리스타, 날아라 삼총사, 페이지마스터까지 총 6편의 장편 애니메이션을 선보였다. 20세기 폭스는 미국 최고의 애니메이션 스튜디오 월트 디즈니 피처 애니메이션에 대항하기 위해 장편의 애니메이션 영화 제작을 담당할 폭스 애니메이션 스튜디오를 설립한다. 7500만달러 제작한 2D 영화 아나스타샤를 처음으로 선보였지만 북미에서는 5300만달러 해외시장에서는 1억 4000만달러를 벌여들여 별다른 소득이 없었다. 다음 장편 영화인, 1억달러의 제작비로 야심차게 선보였던 SF 애니메이션 타이탄 A.E가 흥행에 대거 참패하면서 애니메이션 사업부를 철수했다.
- 《아나스타샤》 (1997)
- 《바톡》 (1999)
- 《타이탄 A.E.》 (2000)
- 《심슨 가족: 더 무비》 (2007)
- 《판타스틱 Mr. 폭스》 (2009)
- 《마놀로와 마법의 책》 (2014)
- 《콜 오브 와일드》 (2020)
- 《고장난 론》 (2021)
- 《밥스 버거스: 더 무비》 (2022)

### 블루 스카이 스튜디오
1997년, 폭스가 소유하고 있는 컴퓨터 그래픽 담당 업체인 블루 스카이 스튜디오와 만나 2002년, 컴퓨터 그래픽 기반의 3D 애니메이션인 아이스 에이지를 만들었는데 전 세계 흥행 수입 3억 달러를 돌파하면서 승승장구를 거두자 픽사나 드림웍스의 경쟁 상대로 우뚝 서게 되었다.
- 《아이스 에이지》 (2002)
- 《로봇》 (2005)
- 《아이스 에이지 2》 (2006)
- 《호튼》 (2008)
- 《아이스 에이지 3: 공룡시대》 (2009)
- 《리오》 (2011)
- 《아이스 에이지 4: 대륙 이동설》 (2012)
- 《에픽: 숲속의 전설》 (2013)
- 《리오 2》 (2014)
- 《스누피: 더 피너츠 무비》 (2015)
- 《아이스 에이지: 지구 대충돌》 (2016)
- 《페르디난드》 (2017)
- 《스파이 지니어스》 (2019)

## 같이 보기
- 블루 스카이 스튜디오
- 20세기 스튜디오의 장편 애니메이션 영화 목록
- 디즈니의 장편 애니메이션 영화 목록
- 월트 디즈니 애니메이션 스튜디오
- 픽사
- 테리툰스